# Kwartier (heraldiek)
Een kwartier is in de heraldiek een vierde of een kleiner gedeelte van een schild.

## Toelichting

Nummering van de kwartieren.

Het kwartier moet niet verward worden met de vlakkenverdeling op een schild zoals dat het geval is bij de herautstukken. Elk kwartier van een gecarteleerd wapen bestaat meer dan twee verschillende wapens, bij herautstukken kan het voorkomen dat het lijkt alsof een schild "kwartieren" heeft, maar in werkelijkheid de kleuren zijn waaruit een wapen opgebouwd kan zijn.

## Geschiedenis
Het gebruik van kwartieren maakt deel uit van het vermeerderen van een wapen. Een heer die nieuw gebied had verworven voegde dan het wapen van dat gebied toe aan zijn eigen wapen. Het gebeurde ook wel dat een ridder een wapen aannam. Als hij een ridder verslagen had, voegde hij ter herinnering aan de gebeurtenis het wapen van de verslagen ridder toe aan zijn eigen wapen. Tegenwoordig gaat het vriendelijker. Het verdelen van een schild is gebruikelijk bij de fusies van gemeenten. Als twee of meerdere gemeenten een nieuwe gemeente vormen, wordt er een nieuw wapen ontworpen. Dat kan een geheel nieuw ontwerp zijn, maar om historische redenen bestaat de mogelijkheid om de dan voormalige wapens van die gemeenten op een schild te verdelen.

Het wapen van Nassau-Dillenburg is opgedeeld in vier kwartieren.
Het wapen van Ahaus heeft geen kwartieren, maar een vlakverdeling (herautstukken).